# Řád svatého Mikuláše
Vítězný řád svatého Jiří (gruzínsky: წმინდა ნიკოლოზის ორდენი) je gruzínské státní vyznamenání udílené prezidentem republiky. Řád byl založen roku 2009. Udílen je jednotlivcům za jejich dobročinnost a nezištnou pomoc své zemi a lidem.

## Historie a pravidla udílení
Řád byl založen 31. července 2009 v souladu s parlamentním dekretem č. 1553. Udílen je jednotlivcům za vynikající charitativní a sociální činnost ve svobodné službě zemi a lidem. Pojmenován byl po biskupovi řeckého původ Svatém Mikuláši.
V hierarchii gruzínských řádů zaujímá šesté místo. Nachází se za Prezidentským řádem znamenitosti a před Řádem zlatého rouna.
Během posledních dvou let vlády gruzínského prezidenta Michaila Saakašviliho došlo k udělení velkého množství gruzínských státních vyznamenání (celkem bylo v roce 2012 uděleno 2681 ocenění a v roce 2013 jich bylo 1926). V roce 2013 tak bylo uděleno i 20 Řádů svatého Mikuláše, přestože do té doby od svého založení v roce 2009 nebyl udělen ani jednou. Mezi vyznamenanými v té době byl i italský politik a bývalý starosta Palerma Leoluca Orlando, který tento řád obdržel v roce 2013.
Řád svatého Mikuláše může být udělen i in memoriam. Stalo se tak například v roce 2018, kdy gruzínský prezident Giorgi Margvelašvili vyznamenal mladého horníka Sandra Butkhrikidzeho, který zemřel v Tkibuli za jeho dobročinnost a nezištnou pomoc lidem. Prezident osobně předal udělené vyznamenání rodičům zemřelého muže.

## Insignie
Řádový odznak má podobu zlaté hvězdy. Na přední straně je hvězda pokryta vínovým smaltem. Ve středu hvězdy je kulatý medailon s reliéfem znázorňujícím svatého Mikuláše. Kolem medailonu je bíle smaltovaný kruh se zlatým nápisem znamenajícím Svatý Mikuláš. Řádový odznak je ke stuze připojen pomocí přechodového prvku v podobě zlatého prstenu. Na zadní straně řádového odznaku je na zlatém pozadí vyražen státní znak Gruzie.
Stuha řádu je červená se dvěma úzkými bílými proužky.